# 维岑
维岑是德国下萨克森州的一个市镇。总面积40.41平方公里，总人口2113人，其中男性1015人，女性1098人（2011年12月31日），人口密度52人/平方公里。